# KLM analiza
KLM je najjednostavnija GOMS tehnika koja se bazira na veoma niskom nivou zadatka. Ova tehnika fokusira se na podciljeve zadataka u okviru interakcije koje koriste mali broj operacija. KLM se ne fokusira na zadatke visokog nivoa, kao što su pisanje pasusa ili kreiranje dijagrama, jer pretpostavlja da mentalna aktivnost korisnika, u toku izvršavanja zadatka, neće biti na visokom nivou.
Dakle, predviđanje vremena potrebnog za rešavanje zadatka je zbir vremena izvršavanja svake operacije pojedinačno. Ovo omogućava da se obezbedi model brze procene učinka bez teorijskog znanja.

## Operacije
Fizičke operacije koje korisnik obavlja su:
- K (Keystroking) - udaranje tastera na tastaturi;
- B - pritisak na taster miša;
- P - pokazivanje na cilj ili pomeranje miša do cilja;
- H - samonavođenje, pomeranje ruke sa miša na tastaturu i obrnuto;
- D - crtanje linija pomoću miša;
- M - mentalna priprema za fizičku akciju;
- R - odgovor sistema.

## Spoljašnje veze
- Simple KLM calculator Архивирано на веб-сајту  (12. јануар 2010) (free, web-based)
- Simple KLM calculator[мртва веза] (free, downloadable Windows app)
- The KLM Form Analyzer (KLM-FA), a program which automatically evaluates web form filling tasks (free, downloadable Windows app).
- The CogTool project at Carnegie Mellon University has developed an open-source tool to support KLM-GOMS analysis.  See also their publications about CogTool.
- GOMS by Lorin Hochstein